# Отношения Габона и Республики Конго
Отношения Габона и Республики Конго — двусторонние дипломатические отношения между Габоном и Республикой Конго. Протяжённость государственной границы между странами составляет 2567 км.

## История
Граница между двумя странами менялась несколько раз с колониальных времен, поскольку они длительный период времени являлись частью Французской колониальной империи. Последнее изменение границы произошло в 1947 году, когда провинция Верхнее Огове была присоединена к Габону. Большая часть этой границы соответствует водоразделу между бассейнами рек Огове и Конго.
После деколонизации и обретения независимости в 1960 году граница между двумя суверенными государствами стала международно-признанной. Начиная с 1970-х годов, возникло несколько территориальных споров, в том числе морская граница. 
В декабре 1999 года при посредничестве президента Габона Эля Хаджа Омара Бонго Ондимбы было подписано мирное соглашение в Республике Конго между правительством и большинством лидеров вооруженного восстания. Президент Республики Конго Дени Сассу-Нгессо и ряд высокопоставленных представителей повстанцев подписали данное мирное соглашение после того, как правительство добилось существенных успехов на поле боя. Соглашение, заключенное при посредничестве президента Габона Эля Хаджа Омара Бонго Ондимбы, призывает к прекращению боевых действий, амнистии комбатантов, которые добровольно разоружаются, реорганизации вооруженных сил и возможному возвращению к демократическому правлению.
В 2014 году государства подписали протокол о создании совместной комиссии по решению пограничных вопросов.

## Торговля
В 2009 году Габон экспортировал товаров в Республику Конго на сумму 82,44 млн долларов США. В 2020 году Республика Конго поставила товаров в Габон на сумму 226,79 млн долларов США.

## Дипломатические представительства
- Габон имеет посольство в Браззавиле[10].
- Республика Конго содержит посольство в Либревиле[11].